# Hovfjället
Hovfjället är ett berg i Torsby kommun där ett naturreservat inrättats och där det även finns en skidanläggning.

## Naturreservat
Området är naturskyddat sedan 1969 och är 1 400 hektar stort. Reservatet omfattar hela berget inklusive området för skidanläggningen.Reservatet består högst upp av hällmarker med tall och i sluttningarna av granskog. I reservatet finns också mindre myrområden och en liten tjärn.

## Skidanläggningen
Skidanläggning kom i drift år 1963 och erbjuder både alpin- och längdskidåkning. Då anläggningen ligger i förfjällsområdet (400-550 meter över havet) är vintrarna vanligen snörika.

### Pister
| Namn                       | Längd                |
| Svarta Pister (Svår)       | Svarta Pister (Svår) |
| -------------------------- | -------------------- |
| Björnfallet                | ?                    |
| Harsprånget                | ?                    |
| Järvstupet                 | ?                    |
| Puckelpist                 | ?                    |
| Röda Pister (Medelsvår)    |                      |
| Lofallet                   | ?                    |
| Sorkpisten                 | ?                    |
| Vargstupet                 | ?                    |
| Älgstråket                 | ?                    |
| Blå pister (Lätt)          |                      |
| Lofallet                   | ?                    |
| Gröna Pister (Mycket lätt) |                      |
| Lilla Bäverlutet           | ?                    |
| Myrstigen                  | ?                    |
| Mårdstigen                 | ?                    |
| Nalletassen                | ?                    |
| Rävrakan                   | ?                    |
| Snoksvängen                | ?                    |
| Stora Bäverlutet           | ?                    |
| Uttersvängen               | ?                    |